# Siw kładenec
Siw kładenec (bułg. Сив кладенец) – wieś w południowej Bułgarii, w obwodzie Chaskowo, w gminie Iwajłowgrad. Według danych Narodowego Instytutu Statystycznego, 31 grudnia 2011 roku wieś liczyła 2 mieszkańców.

## Położenie
Nad Łudą rzeką, przy granicy bułgarsko-greckiej. Niedaleko szczytu Sweti Ilija.

## Historia
W trakcie wojny bałkańskiej dwóch mieszkańców zgłosiło się do Legionu Macedońsko-Adrianopolskiego.

## Znane osoby
- Aleksandyr Aleksandrow – wojewoda WMORO
- Stojczo Daczew – wojewoda WMORO